# Mall (Londýn)
Mall je ulice v londýnském obvodu Westminster. Vede od Buckinghamského paláce (od památníku královny Viktorie) po Admirality Arch u Trafalgar Square. V neděli, o svátcích a při konání ceremoniálních akcí bývá uzavřena.
Na jižní straně ulice se rozprostírá St. James's Park a na severní straně se nachází Green Park, St James's Palace a Clarence House. Na východní straně se kříží s Horse Guards Parade, kde se odehrává střídaní stráží.
Mall byla vytvořena jako ulice pro pořádání ceremonií, po vzoru podobných ulic v jiných městech, koncem 19. a začátkem 20. století. Součástí výstavby této ulice byla i obnova fasády Buckinghamského paláce a stavba památníku královny Viktorie.
Během oficiální návštěvy hlavy cizího státu, panovník a návštěva projíždí v doprovodu stráží po Mall, která je ozdobena státními vlajkami Velké Británie a vlajkami státu z něhož pochází návštěva.
V průběhu oslav zlatého jubilea královny Alžběty II. se zde shromáždilo více než milion lidí, aby vzdali hold své královně a její rodině, která je pozdravovala z balkónu Buckinghamského paláce.